# Bouw (Einheit)
Bouw oder Bahoe war ein Flächenmaß im Niederländisch-Indien und als Feldmaß im Gebrauch.
- 1 Bouw = 7,0965 Quadratmeter
- 4 Bouw = 1 Jonke
- 1 Jonke = 2,839 Hektar